# Теребіскі
Теребіскі (пол. Terebiski) — село в Польщі, у гміні Славатичі Більського повіту Люблінського воєводства. Населення — 15 осіб (2011).

## Історія
За даними етнографічної експедиції 1869—1870 років під керівництвом Павла Чубинського, у селі проживали лише греко-католики, які розмовляли українською мовою.
За німецьким переписом 1940 року, у селі проживало 72 особи, з них 61 «русин», 6 українців і 5 поляків.
У 1975—1998 роках село належало до Білопідляського воєводства.

## Демографія
Демографічна структура станом на 31 березня 2011 року:
|          | Загалом | Допрацездатний вік | Працездатний вік | Постпрацездатний вік |
| -------- | ------- | ------------------ | ---------------- | -------------------- |
| Чоловіки | 7       | 2                  | 4                | 1                    |
| Жінки    | 8       | 0                  | 4                | 4                    |
| Разом    | 15      | 2                  | 8                | 5                    |